# Super Formula
Super Formula je najviša klasa jednosjeda automobilizma u Japanu.
Tijekom šezdesetih godina, automobilističke utrke su bile jako popularne u Japanu. Prva Velika nagrada Japana održana je 1963. na stazi Suzuka, a 1976. VN Japana ulazi u kalendar Formule 1. Prvo prvenstvo Super Formule je održano 1973., a naslov je osvojio Japanac Motoharu Kurosawa. Prije svog dolaska u Formulu 1, mnogo vozača je nastupalo u Super Formuli; Ralf Schumacher, Heinz-Harald Frentzen, Eddie Irvine, Mika Salo, Pedro de la Rosa, Kazuki Nakajima i drugi. Od 1973. do danas, natjecanje je nekoliko puta mijenjalo službeni naziv.

## Tehničke specifikacije
Svi bolidi Super Formule koriste Dallarinu šasiju i 2,0-litrene turbo motore s četiri cilindra i izravnim ubrizgavanjem goriva koje isporučuju Toyota (RI4A) i Honda (HR414E). Jedini dobavljač guma je japanski proizvođač Yokohama. U prošlosti su bolidi koristili i šasije Marcha i Lole, BMW i Cosworth motore, kao i Bridgestone i Dunlop gume. Bolidi moraju težiti 660 kg s vozačem, minimalna težina motora je 85 kg, a snaga je 550 KS koja je ograničena protokom goriva. Mjenjač isporučuje britanski specijalist Ricardo i ima šest brzina koje se biraju polugama iza upravljača, dok karbonske diskove i kliješta isporučuje Brembo. Bolidi imaju i sustav za pretjecanje Overtake system (OTS) koji se temelji na kratkotrajnom povećanju protoka goriva što povećava snagu motora za oko 5%, a vozači dodatnu snagu na raspolaganju imaju 20 sekundi. OTS vozači smiju koristiti pet puta u utrci. Sigurnosni standardi udovoljavaju propisima iz FIA-e iz 2010.

## Prvenstvo

### Staze
Prvenstvo se sastoji od sedam utrka, a započinje i završava na stazi Suzuka u travnju i listopadu. Vozi se još i na stazi Autopolis u Ōiti, stazi Sportsland Sugo u Miyagiju, stazi Fuji Speedway koja je ugostila utrke Formule 1 1976., 1977., 2007. i 2008., stazi Twin Ring Motegi na kojoj su se vozile i utrke IndyCara u prošlosti i na stazi Okayama International Circuit u Okayami.

### Sistem bodovanja
| Plasman | 1. | 2. | 3. | 4. | 5. | 6. | 7. | 8. | Prvo startno mjesto |
| Bodovi  | 10 | 8  | 6  | 5  | 4  | 3  | 2  | 1  | 1                   |

- Ovaj sustav bodovanja vrijedi od prve do šeste utrke, dok na posljednjoj sedmoj utrci sve ostaje isto osim što pobjednik osvaja 13 bodova.

## Prvaci
| Japanska Formula 2000 |                        |                                     |                         |                           |      |                                                      |
| Sezona                | Vozač                  | Momčad                              | Šasija                  | Motor                     | Gume | Momčadski prvak                                      |
| 1973.                 | Motoharu Kurosawa      | Heros Racing                        | March 722               | BMW M12/6                 | B    | Momčadski naslov prvaka nije se dodjeljivao do 1996. |
| 1974.                 | Noritake Takahara      | Takahara Racing                     | March 842               | BMW M12/6                 | B    | Momčadski naslov prvaka nije se dodjeljivao do 1996. |
| 1975.                 | Kazuyoshi Hoshino      | Victory Circle Racing               | March 742               | BMW M12/6                 | B    | Momčadski naslov prvaka nije se dodjeljivao do 1996. |
| 1976.                 | Noritake Takahara      | Heroes Racing                       | Nova 512                | BMW M12/7                 | B    | Momčadski naslov prvaka nije se dodjeljivao do 1996. |
| 1977.                 | Kazuyoshi Hoshino      | Heroes Racing                       | Nova 512B Nova 532P     | BMW M12/7                 | B    | Momčadski naslov prvaka nije se dodjeljivao do 1996. |
| Japanska Formula 2    |                        |                                     |                         |                           |      |                                                      |
| 1978.                 | Kazuyoshi Hoshino      | Heroes Racing                       | Nova 532P Nova 522      | BMW M12/7                 | B    | Momčadski naslov prvaka nije se dodjeljivao do 1996. |
| 1979.                 | Keiji Matsumoto        | Team LeMans                         | March 782 March 792     | BMW M12/7                 | D    | Momčadski naslov prvaka nije se dodjeljivao do 1996. |
| 1980.                 | Masahiro Hasemi        | Tomica Racing Team                  | March 802               | BMW M12/7                 | B    | Momčadski naslov prvaka nije se dodjeljivao do 1996. |
| 1981.                 | Satoru Nakajima        | i&i Racing                          | Ralt RH6/80 March 812   | Honda RA261E              | B    | Momčadski naslov prvaka nije se dodjeljivao do 1996. |
| 1982.                 | Satoru Nakajima        | Team Ikuzawa                        | March 812 March 822     | Honda RA262E              | B    | Momčadski naslov prvaka nije se dodjeljivao do 1996. |
| 1983.                 | Geoff Lees             | John Player Special Team Ikuzawa    | Spirit 201 March 832    | Honda RA263E              | D    | Momčadski naslov prvaka nije se dodjeljivao do 1996. |
| 1984.                 | Satoru Nakajima        | Heros Racing                        | March 842               | Honda RA264E              | B    | Momčadski naslov prvaka nije se dodjeljivao do 1996. |
| 1985.                 | Satoru Nakajima        | Heros Racing with Nakajima Racing   | March 85J               | Honda RA264E Honda RA265E | B    | Momčadski naslov prvaka nije se dodjeljivao do 1996. |
| 1986.                 | Satoru Nakajima        | Heros Racing with Nakajima Racing   | March 86J               | Honda RA266E              | B    | Momčadski naslov prvaka nije se dodjeljivao do 1996. |
| Japanska Formula 3000 |                        |                                     |                         |                           |      |                                                      |
| 1987.                 | Kazuyoshi Hoshino      | Hoshino Racing                      | March 87B Lola T87/50   | Honda RA387E              | B    | Momčadski naslov prvaka nije se dodjeljivao do 1996. |
| 1988.                 | Aguri Suzuki           | Footwork Sports Racing Team         | March 87B Reynard 88D   | Yamaha OX77               | B    | Momčadski naslov prvaka nije se dodjeljivao do 1996. |
| 1989.                 | Hitoshi Ogawa          | Auto Beaurex Motor Sport            | Lola T88/50 Lola T89/50 | Mugen MF308               | D    | Momčadski naslov prvaka nije se dodjeljivao do 1996. |
| 1990.                 | Kazuyoshi Hoshino      | Cabin Racing Team with Impul        | Lola T90/50             | Mugen MF308               | B    | Momčadski naslov prvaka nije se dodjeljivao do 1996. |
| 1991.                 | Ukyo Katayama          | Cabin Racing Team with Heros Racing | Lola T90/50 Lola T91/50 | Cosworth DFV              | B    | Momčadski naslov prvaka nije se dodjeljivao do 1996. |
| 1992.                 | Mauro Martini          | Acom Evolution Team Nova            | Lola T91/50 Lola T92/50 | Mugen MF308               | B    | Momčadski naslov prvaka nije se dodjeljivao do 1996. |
| 1993.                 | Kazuyoshi Hoshino      | Nisseki Impul Racing Team           | Lola T92/50             | Cosworth DFV              | B    | Momčadski naslov prvaka nije se dodjeljivao do 1996. |
| 1994.                 | Marco Apicella         | Dome                                | Dome F104               | Mugen MF308               | D    | Momčadski naslov prvaka nije se dodjeljivao do 1996. |
| 1995.                 | Toshio Suzuki          | Hoshino Racing                      | Lola T94/50             | Mugen MF308               | B    | Momčadski naslov prvaka nije se dodjeljivao do 1996. |
| Formula Nippon        |                        |                                     |                         |                           |      |                                                      |
| 1996.                 | Ralf Schumacher        | X-Japan Racing Team LeMans          | Reynard 96D             | Mugen MF308               | B    | X-Japan Racing Team LeMans                           |
| 1997.                 | Pedro de la Rosa       | Shionogi Team Nova                  | Lola T97/51             | Mugen MF308               | B    | Shionogi Team Nova                                   |
| 1998.                 | Satoshi Motoyama       | LEMONed Racing Team LeMans          | Reynard 97D             | Mugen MF308               | B    | LEMONed Racing Team LeMans                           |
| 1999.                 | Tom Coronel            | PIAA Nakajima Racing                | Reynard 99L             | Mugen MF308               | B    | PIAA Nakajima Racing                                 |
| 2000.                 | Toranosuke Takagi      | PIAA Nakajima Racing                | Reynard 2KL             | Mugen MF308               | B    | PIAA Nakajima Racing                                 |
| 2001.                 | Satoshi Motoyama       | Team Impul                          | Reynard 99L             | Mugen MF308               | B    | Team 5Zigen                                          |
| 2002.                 | Ralph Firman           | PIAA Nakajima Racing                | Reynard 01L             | Mugen MF308               | B    | PIAA Nakajima Racing                                 |
| 2003.                 | Satoshi Motoyama       | Team Impul                          | Lola B3/51              | Mugen MF308               | B    | Team Impul                                           |
| 2004.                 | Richard Lyons          | NTT DoCoMo Team Dandelion Racing    | Lola B3/51              | Mugen MF308               | B    | Team Impul                                           |
| 2005.                 | Satoshi Motoyama       | Mobilecast Team Impul               | Lola B3/51              | Mugen MF308               | B    | Mobilecast Team Impul                                |
| 2006.                 | Benoît Tréluyer        | Mobilecast Team Impul               | Lola B06/51             | Toyota RV8J               | B    | Mobilecast Team Impul                                |
| 2007.                 | Tsugio Matsuda         | Mobilecast Team Impul               | Lola B06/51             | Toyota RV8J               | B    | Mobilecast Team Impul                                |
| 2008.                 | Tsugio Matsuda         | Lawson Team Impul                   | Lola B06/51 (FN06)      | Toyota RV8J               | B    | Lawson Team Impul                                    |
| 2009.                 | Loïc Duval             | Nakajima Racing                     | Swift 017.n (FN09)      | Honda HR09E               | B    | Nakajima Racing                                      |
| 2010.                 | João Paulo de Oliveira | Mobil 1 Team Impul                  | Swift 017.n (FN09)      | Toyota RV8K               | B    | Mobil 1 Team Impul                                   |
| 2011.                 | André Lotterer         | Petronas Team TOM'S                 | Swift 017.n (FN09)      | Toyota RV8K               | B    | Petronas Team TOM'S                                  |
| 2012.                 | Kazuki Nakajima        | Petronas Team TOM'S                 | Swift 017.n (FN09)      | Toyota RV8K               | B    | NTT DoCoMo Team Dandelion Racing                     |
| Super Formula         |                        |                                     |                         |                           |      |                                                      |
| 2013.                 | Naoki Yamamoto         | Team Mugen                          | Swift 017.n (SF13)      | Honda HR12E               | B    | Petronas Team TOM'S                                  |
| 2014.                 | Kazuki Nakajima        | Petronas Team TOM'S                 | Dallara SF14            | Toyota RI4A               | B    | Petronas Team TOM'S                                  |
| 2015.                 | Hiroaki Ishiura        | P.mu/cerumo・INGING                 | Dallara SF14            | Toyota RI4A               | B    | Petronas Team TOM'S                                  |
| 2016.                 | Yuji Kunimoto          | P.mu/cerumo・INGING                 | Dallara SF14            | Toyota RI4A               | Y    | P.mu/cerumo・INGING                                  |
| 2017.                 | Hiroaki Ishiura        | P.mu/cerumo・INGING                 | Dallara SF14            | Toyota RI4A               | Y    | P.mu/cerumo・INGING                                  |
| 2018.                 | Naoki Yamamoto         | Team Mugen                          | Dallara SF14            | Honda HR12E               | Y    | Kondō Racing                                         |
| 2019.                 | Nick Cassidy           | Vantelin Team TOM'S                 | Dallara SF19            | Toyota RI4A               | Y    | Vantelin Team TOM'S                                  |
| 2020.                 | Naoki Yamamoto         | DoCoMo Team Dandelion Racing        | Dallara SF19            | Honda HR-417E 2.0 t       | Y    | Vantelin Team TOM'S                                  |
| 2021.                 | Tomoki Nojiri          | Team Mugen                          | Dallara SF19            | Honda HR-417E 2.0 t       | Y    | carenex Team Impul                                   |

## Vanjske poveznice
- Super Formula Championship